# Ratchet & Clank: Size Matters
Ratchet & Clank: Size Matters е платформна игра от 2007 г., разработена от High Impact Games и издадена от Sony Computer Entertainment. Като спиноф на поредицата Ratchet & Clank, това е първото заглавие за PlayStation Portable. Kомпанията High Impact Games е създадена от оригиналния разработчик на Ratchet & Clank, компанията Insomniac Games. Историята следва Ratchet и Clank, чиято ваканция е прекъсната, защото трябва да търсят отвлечено момиче и да се срещнат с забравена раса, известна като Technomites (Техномайтс).
Size Matters е издадена за PlayStation Portable през 2007 г. и за PlayStation 2 през 2008 г. Версията за PSP получила предимно положителни отзиви от критиците, докато версията за PS2 получила смесени отзиви. Играта е продала 4,4 милиона копия. Версията за PSP е преиздадена през юли 2024 г. за PlayStation 4 и 5.